# Gedenkstätte für die Opfer der Gestapo Wien

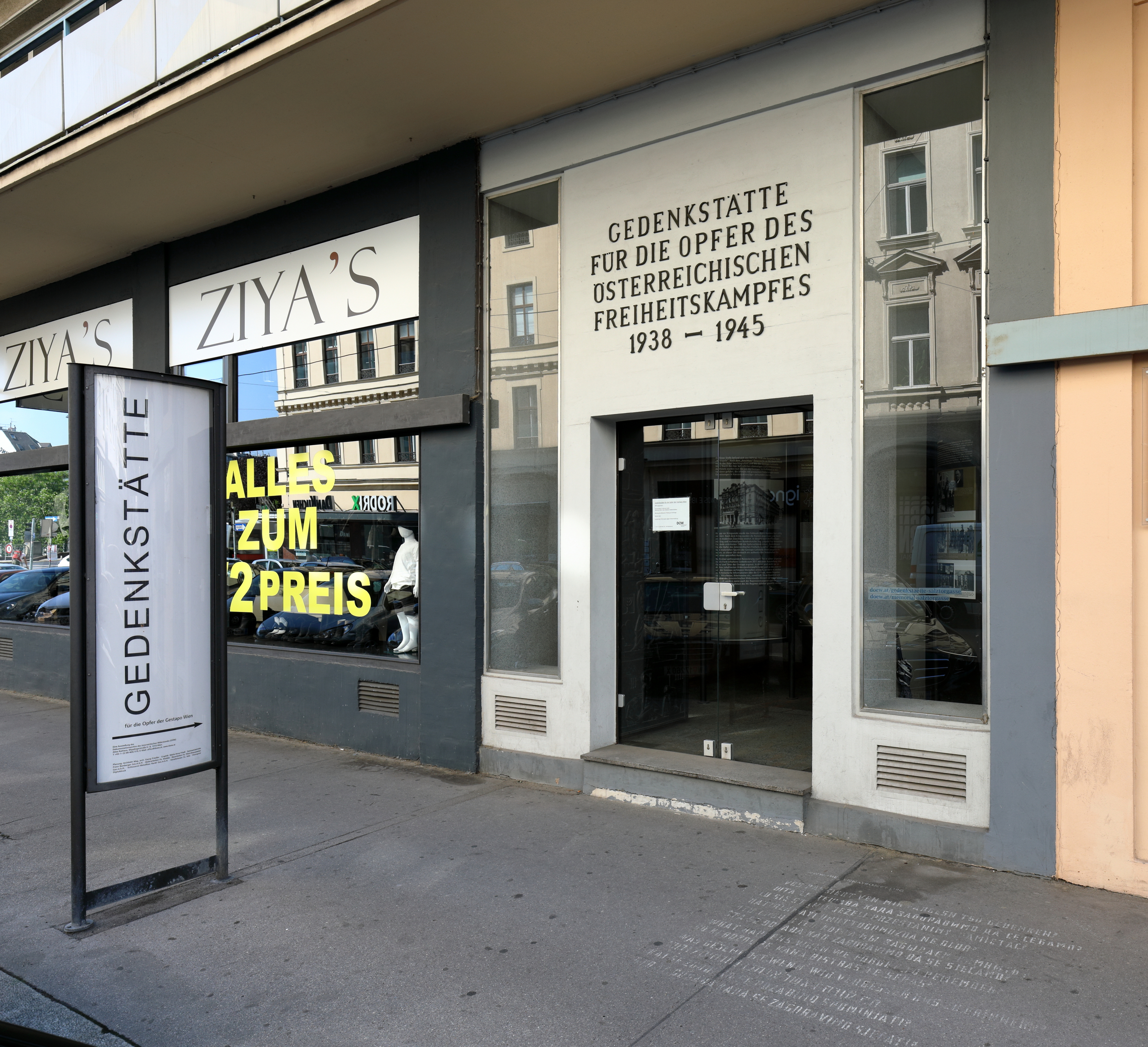
Der Eingangsbereich der Gedenkstätte für die Opfer des österreichischen Freiheitskampfes

Die Gedenkstätte für die Opfer der Gestapo Wien (lt. DÖW, auch Gedenkstätte für die Opfer des österreichischen Freiheitskampfes 1938 – 1945 lt. Inschrift) befindet sich in der Wiener Salztorgasse 6, an jener Stelle, an der sich einst der Lieferanteneingang des Hotel Métropole befand. Nach dem  „Anschluss Österreichs“ an das nationalsozialistische Deutsche Reich befand sich dort die Staatspolizeileitstelle Wien. Durch diesen Hintereingang wurden zahlreiche Opfer des Nationalsozialismus zu Verhören ins Haus gebracht bzw. nach Vernehmung und Folter ins Wiener Landesgericht oder in Konzentrationslager verbracht.

## Gestapo-Leitstelle Wien

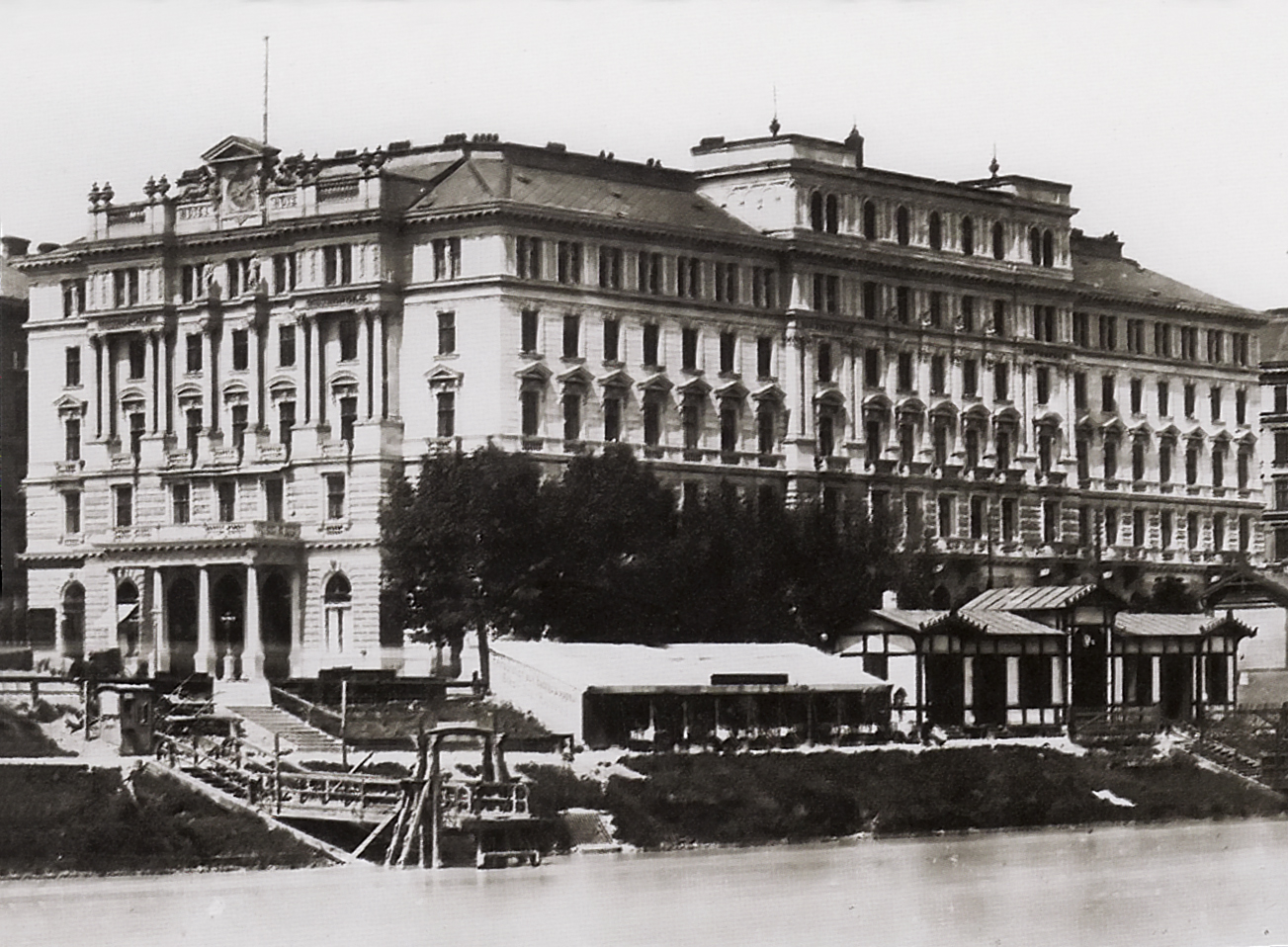
Das ehemalige Hotel Métropole am Morzinplatz, von 1938 bis 1945 Sitz der Wiener Gestapo

Die Wiener Gestapo mit Sitz im ehemaligen Hotel Métropole am Morzinplatz war mit rund 900 Mitarbeitern die größte Gestapo-Dienststelle im Deutschen Reich. Sie nahm ihre Tätigkeit am 1. April 1938 – knapp drei Wochen nach dem Einmarsch deutscher Truppen in Österreich – auf und veranlasste noch am selben Tag den ersten Transport österreichischer Häftlinge in das KZ Dachau. Tag für Tag wurden hier bis zu 500 Menschen zur Einvernahme vorgeladen oder nach erfolgter Verhaftung eingeliefert. Insgesamt dürften mindestens 50.000 Personen am Morzinplatz verhört und gefoltert sein. Circa 12.000 Menschen sind in der vorliegenden Erkennungsdienstlichen Kartei der Wiener Gestapo erfasst; Fotos wurden angefertigt und auf „Photographierscheinen“ wurde die „Verbrecherklasse“ verzeichnet.
Die von der Gestapo verhafteten Österreicher wurden durch den Hintereingang in der Salztorgasse direkt in den Keller verschafft, der als Gefängnis und Folterkammer diente. Durch physische und psychische Gewalt wurden hier – nicht selten mit Todesfolge – Geständnisse und Denunziationen erpresst. Alle Verhaftungswellen, die vor allem Gegner des Nationalsozialismus, Juden und Homosexuelle betrafen, wurden von der Gestapo im Hotel Métropole koordiniert, ebenso die folgenden Deportationen in Konzentrationslager. Die Wiener Leitstelle galt den Nationalsozialisten als „erfolgreichste Gestapo-Zentrale des Reichs“. Die Widerstandskämpferin Rosa Grossmann schilderte den Umgang der Gestapo mit den Häftlingen so: „Und ich hatte während meiner Vorführungen auf den Korridoren Männer gesehen, die man nach Folterungen zu den Aufzügen schleppte, wie halbgeschlachtetes Vieh aus dem Schlachthaus. Blutend aus Wunden am Kopf und Gesicht. Mit aufgeschwollenen Lippen.“ Grossmann selbst stürzte sich, um keine Genossen zu verraten, am 23. Oktober 1943 nach viertägigen Folterungen aus dem 4. Stock des Hotel Métropole. Sie überlebte jedoch schwer verletzt.

## Denkmal für die Opfer der NS-Gewaltherrschaft

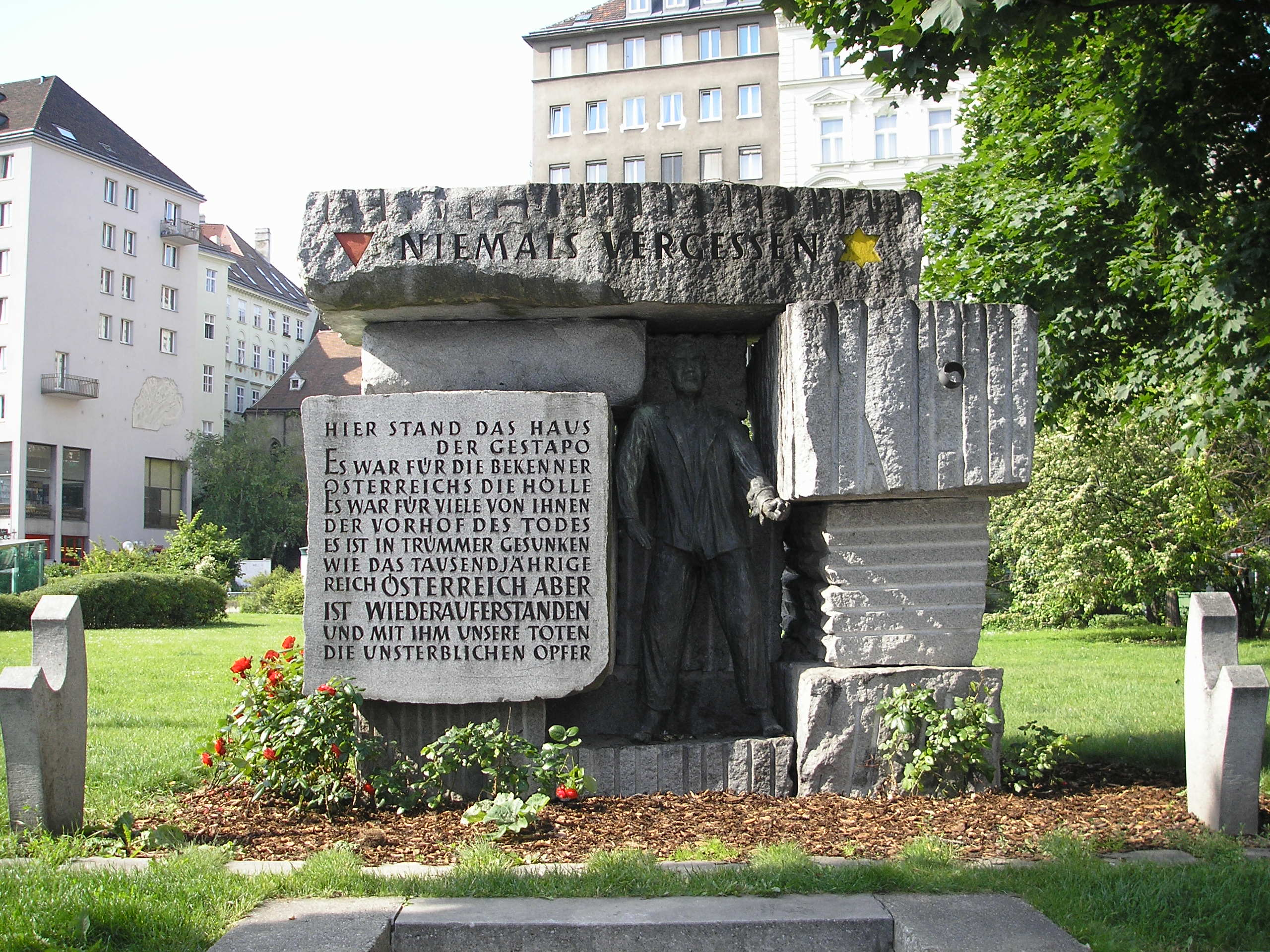
Denkmal für die Opfer der NS-Gewaltherrschaft auf dem Morzinplatz

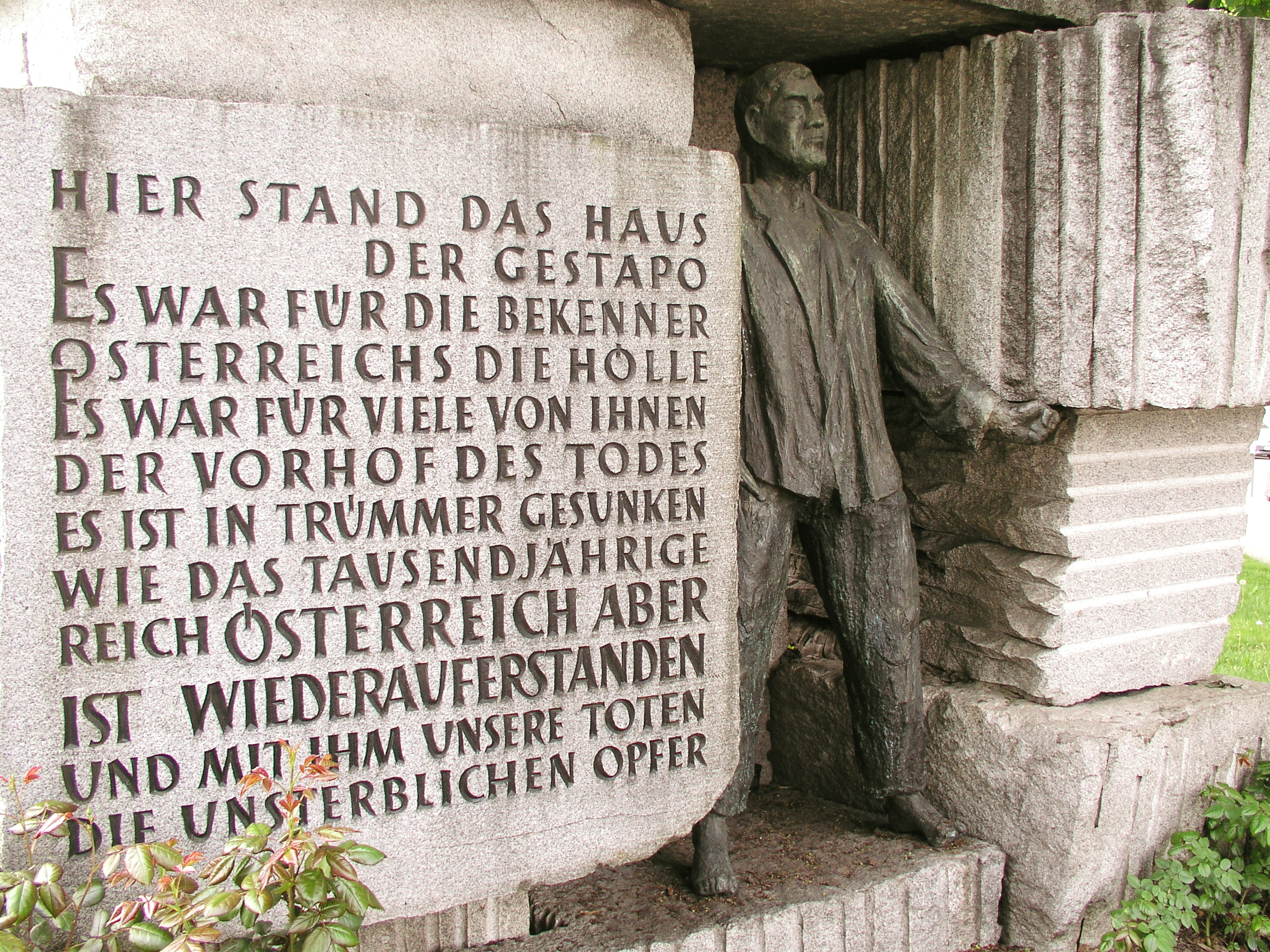
Unterer Bereich des Morzinplatz-Denkmals (links der 1951 errichtete Gedenkstein mit Inschrift)

Vis-a-vis der Front des ehemaligen Sitzes der Gestapo-Zentrale steht seit 1951 ein Mahnmal für die Opfer der NS-Gewaltherrschaft, welches 1985 erneuert und 1999 erweitert wurde.
Das so benannte Denkmal für die Opfer der NS-Gewaltherrschaft (auch: Denkmal für die Opfer des Faschismus) auf dem Morzinplatz wurde 1985 auf Initiative der Arbeitsgemeinschaft der KZ-Verbände von der Stadt Wien errichtet. Bestandteil des heutigen Denkmals ist ein Gedenkstein mit Inschrift, der dort 1951 im Rahmen einer Kundgebung des KZ-Verbandes enthüllt wurde. Die Inschrift stammt von dem damaligen Präsidenten des KZ-Verbandes, Wilhelm Steiner, und lautet:

„Hier stand das Haus der Gestapo. Es war für die Bekenner Österreichs die Hölle. Es war für viele von ihnen der Vorhof des Todes. Es ist in Trümmer gesunken wie das tausendjährige Reich. Österreich aber ist wiederauferstanden und mit ihm unsere Toten. Die unsterblichen Opfer.“

Die Stadt Wien nahm den vom KZ-Verband gestifteten und ohne behördliche Bewilligung errichteten Gedenkstein in ihre Obhut und in den folgenden Jahren fanden hier viele, zum Teil internationale Kundgebungen statt. Die Neugestaltung des Denkmals erfolgte 1985 durch den Bildhauer und Steinmetzmeister Leopold Grausam und wurde von der Städtischen Steinmetzwerkstätte ausgeführt, deren Technischer Leiter Grausam war. Er ergänzte den vorhandenen Steinblock mit einfachen, roh behauenen Steinquadern und einer dazwischen stehenden Bronzefigur. Den obenliegenden Quader, der die Nische mit der Figur abdeckt, versah Grausam mit der Inschrift:
Beiderseits der Inschrift wurden in den Quader zwei der ehemaligen NS-Zwangskennzeichnungen eingefügt, links das rote Dreieck der Politischen Gefangenen und rechts der gelbe Judenstern. 1999 wurde das Mahnmal um einen Stein erweitert, der den Rosa Winkel und den Schwarzen Winkel zeigt.
Als Stein wählte Grausam Granit aus dem Steinbruch Mauthausen aus; der Bezug ergab sich für ihn daraus, dass die von der Gestapo verhafteten und in der Staatspolizeileitstelle am Morzinplatz verhörten NS-Verfolgten meistens ins KZ Mauthausen kamen, wo sie im dortigen Steinbruch schwere Zwangsarbeit leisten mussten. Leopold Grausam schuf zahlreiche Mahnmale und Gedenksteine, das von ihm gestaltete Denkmal auf dem Morzinplatz gehört zu seinen bedeutenden Arbeiten. Die Enthüllung des Denkmals erfolgte am 1. November 1985 durch Bürgermeister Helmut Zilk und Rosa Jochmann.
Die Symbolik des von Grausam gestalteten Denkmals – ein die Faust ballender, vorwärtsschreitender Mann, der sich zwischen den Steinquadern erhebt – wird von dem österreichischen Publizisten Peter Diem als „Sinnbild der Überwindung der dunkelsten Jahre in der Geschichte unserer Republik“ beschrieben.

## Gründung der Gedenkstätte

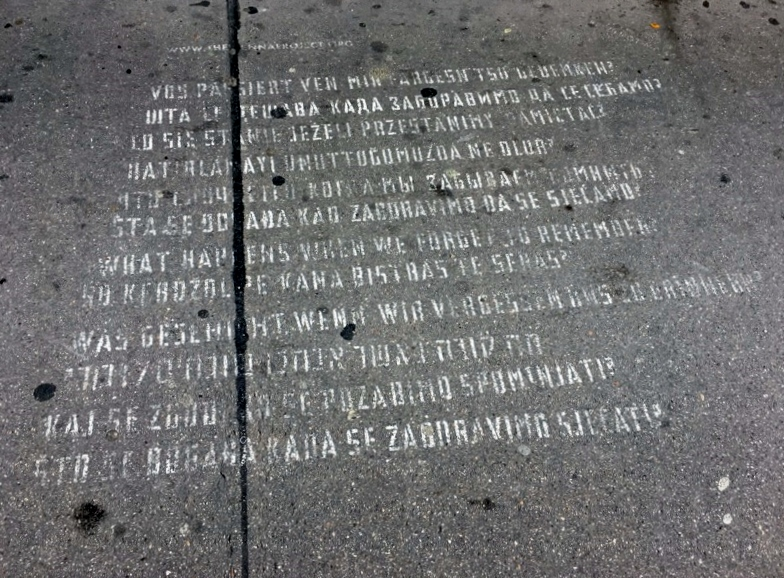
Asphaltinschrift vor der Gedenkstätte

Das ehemalige Hotel Métropole brannte am 12. März 1945 nach Bombentreffern aus. In der Folge wurden die Reste des Gebäudes 1948 abgerissen. 1968 wurde an derselben Stelle ein Wohnbau errichtet, der nach dem KZ-Insassen und späteren Bundeskanzler Leopold Figl benannt wurde.
An der Gebäudevorderseite, vis-a-vis des Denkmal für die Opfer der NS-Gewaltherrschaft, unterhalb der ersten Loggia wurde ein gedenkendes Relief angebracht und an der Rückseite des neuen Bauwerks, eben dort, wo sich einst der Lieferanteneingang des Hotels befand, wurde von den Opferverbänden ein Weiheraum eingerichtet, auch Gedenkraum für die Opfer des österreichischen Freiheitskampfes. Im selben Jahr hatten sich die Opferverbände in der neuen Arbeitsgemeinschaft der KZ-Verbände und Widerstandskämpfer Österreichs zusammengeschlossen, der Weiheraum war das erste Ergebnis der neuen Kooperation.

## Neugestaltung 2011
Nach umfassender Renovierung wurde der Gedenkraum mit einer Ausstellung über Opfer und Täter des NS-Regimes ergänzt und am 26. Mai 2011 in einer feierlichen Zeremonie durch Bundespräsident Heinz Fischer wieder eröffnet. Die Neugestaltung erfolgte durch das Dokumentationsarchiv des österreichischen Widerstandes (DÖW) auf wissenschaftlicher Basis. Jedoch fehlte es an Mitteln, die Gedenkstätte regelmäßig offen zu halten. Engagierte Bewohner des Leopold-Figl-Hofes und der Umgebung haben jedoch eine Initiative Gedenkstätte gegründet, die den Gedenkraum und die Ausstellung jetzt jeden Donnerstag von 15 bis 18:30 Uhr zugänglich macht und gemeinsam mit Historikern des DÖW über die Geschichte des Ortes informiert. Weiters veranstaltet der KZ-Verband regelmäßig Gedenkstunden in den Räumlichkeiten in der Salztorgasse.

## Wiener Festwochen 2015
Die Wiener Festwochen widmeten ihre Programmschiene Into the City 2015 der Erinnerungskultur und Geschichtspolitik: „Hotel Métropole. Der Erinnerung eine Zukunft geben“ war der Titel einer Auseinandersetzung mit „dem Verschütteten, Vergessenen und Verdrängten – gestern wie heute.“ Es wurden rund um den Morzinplatz eine Reihe von Ausstellungen, Symposien, Gesprächen, Rundgängen durch das Viertel und ein Filmprogramm veranstaltet. Die Gedenkstätte für die Opfer der Gestapo Wien war ein zentraler Bestandteil dieser Reihe.